# Sinogastromyzon szechuanensis
Sinogastromyzon szechuanensis är en fiskart som beskrevs av Fang, 1930. Sinogastromyzon szechuanensis ingår i släktet Sinogastromyzon och familjen grönlingsfiskar. IUCN kategoriserar arten globalt som livskraftig. Inga underarter finns listade i Catalogue of Life.